# Bambusowce
Bambusowce (Rhizomyinae) – podrodzina ssaków z rodziny ślepcowatych (Spalacidae). 

## Rozmieszczenie geograficzne
Bambusowce zamieszkują tereny leśne, łąki i zarośla w południowo-wschodniej Azji, oraz we wschodniej Afryce.

## Tryb życia
Bambusowce są dobrze przystosowane do życia podziemnego. W budowie nor pomagają im sprawne łapy i mocne siekacze. Uszy mają krótkie, a oczy małe. Żywią się korzeniami, bulwami i innymi podziemnymi częściami roślin, wyrządzając przy tym często szkody na plantacjach.

## Kopalne ślady występowania bambusowców
Najstarsze kopalne ślady występowania bambusowców datowane na oligocen. Za klad bazalny uznawany jest Prokanisamys spp..

## Podział systematyczny
Do podrodziny należą następujące plemiona:
- Rhizomyini Winge, 1887
- Tachyoryctini G.S. Miller & Gidley, 1918 – afroślepce

Rodzaj wymarły nie sklasyfikowany w żadnym z powyższych plemion:
- Prokanisamys De Bruijn, Hussain & Leinders, 1981[8]